# Гваника (Порторико)
Гваника (шп. Guánica) је општина у америчкој острвској територији Порторико, острвској држави Кариба.

## Демографија
По попису из 2010. године број становника је 19.427, што је 2.461 (-11,2%) становника мање него 2000. године.
| Група             | 2000.          | 2010.          |
| Белци             | 97 (0,4%)      | 99 (0,5%)      |
| Афроамериканци    | 907 (4,1%)     | 1.505 (7,7%)   |
| Азијати           | 28 (0,1%)      | 7 (0,0%)       |
| Хиспаноамериканци | 21.758 (99,4%) | 19.301 (99,4%) |
| Укупно            | 21.888         | 19.427         |